# ویکتوریا (شیلی)
ویکتوریا (به اسپانیایی: Victoria) یک شهرستان‌ در شیلی است که در مایکو واقع شده‌است. ویکتوریا ۱٬۲۵۶ کیلومترمربع مساحت و ۳۲٬۴۴۸ نفر جمعیت دارد و ۳۳۴ متر بالاتر از سطح دریا واقع شده.